# Provincia di Chapare
La provincia di Chapare è una delle 16 province del dipartimento di Cochabamba, nella parte centrale della Bolivia. Il capoluogo è Sacaba.
Secondo il censimento del 2001 possedeva una popolazione di 187 358 abitanti.

## Geografia antropica

### Suddivisioni amministrative
La provincia comprende 3 comuni:
- Sacaba
- Colomi
- Villa Tunari